# Herrschaft Steußlingen

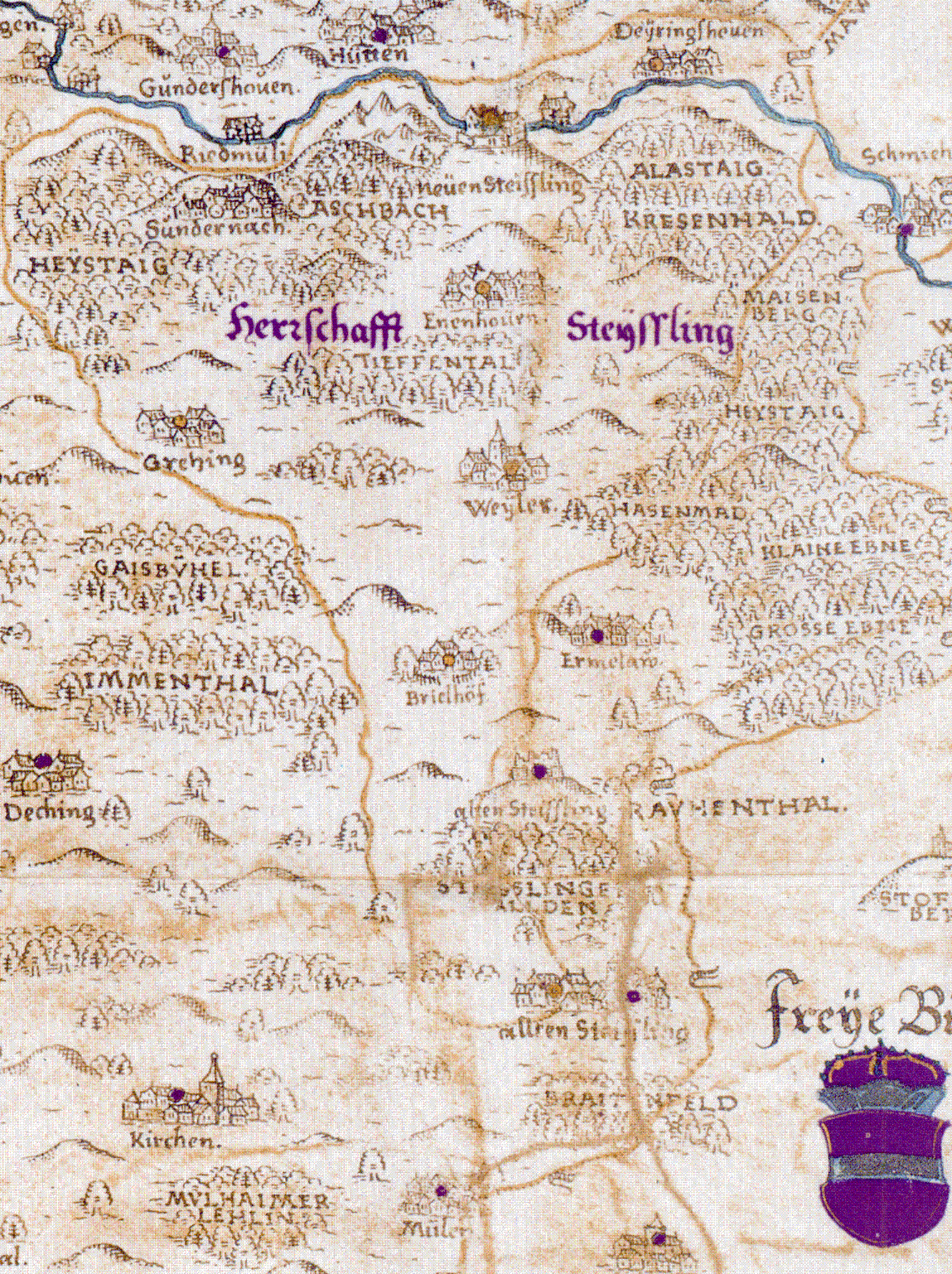
Die Herrschaft Neusteusslingen im Jahr 1596 (Ausschnitt aus einer Karte von Georg Gadner)

Die Herrschaft Steußlingen war eine Herrschaft mit Sitz auf Schloss Neusteußlingen. Die Herrschaft gehörte den Freiherren von Freyberg-Steußlingen bis zum Tode des letzten Vertreters dieser Linie Hans Pankraz von Freyberg im Jahre 1581. Nach dem Einzug des erledigten Lehens bildete Württemberg aus der Herrschaft Steußlingen das Amt Steußlingen.
Zur Herrschaft Steußlingen und zum Amt Steußlingen gehörten folgende Orte: Schloss Neusteußlingen, Weilersteußlingen, Grötzingen, Ermelau, Ennahofen, Talsteußlingen, Teuringshofen und Sondernach. Im Amt Steußlingen wurde die Reformation eingeführt, weshalb diese Gegend als Lutherische Berge bezeichnet wurde.
Ende des 18. Jahrhunderts gehörte die Herrschaft Steußlingen zum Schwäbischen Reichskreis.